# معاهدة الدفاع المشترك بين الولايات المتحدة والفلبين
معاهدة الدفاع المشترك بين الولايات المتحدة وجمهورية الفلبين هي اتفاقية بين الدولتين، تُقرّان فيها بأن أي هجوم في المحيط الهادئ على أي منهما سيُعرّض سلامهما للخطر، وتتفقان على العمل معًا لمواجهة الخطر المشترك. وُقّعت المعاهدة في 30 أغسطس 1951 من قِبل ممثليهما في واشنطن العاصمة، وتتألف من ثماني مواد.

## تاريخ
أصبحت الفلبين إقليمًا أمريكيًا بعد الحرب الإسبانية الأمريكية والحرب الفلبينية الأمريكية اللاحقة. في عام 1935، وبموجب شروط قانون تيدينجز-ماكدوفي، أصبحت الفلبين كومنولثًا يتمتع بالحكم الذاتي، وهو الكومنولث الفلبيني، مع التخطيط للاستقلال الكامل بعد عشر سنوات. تأخرت الفلبين بسبب الحرب العالمية الثانية والغزو الياباني واحتلال الفلبين، وأصبحت دولة ذات سيادة مستقلة تمامًا في 4 يوليو 1946. بعد الاستقلال، بقي وجود عسكري أمريكي قوي، بما في ذلك عدد من القواعد العسكرية الأمريكية التي تم الاتفاق عليها في معاهدات بين البلدين. خلقت بعض المعاهدات رابطة قوية بينهما منحت كلا البلدين حقوقًا لا تتمتع بها دول أخرى. تم توقيع معاهدة الدفاع المشترك بين جمهورية الفلبين والولايات المتحدة الأمريكية في 30 أغسطس 1951، في واشنطن العاصمة بين ممثلي الفلبين والولايات المتحدة.
أمر وزير الدفاع الفلبيني دلفين لورينزانا بمراجعة المعاهدة في 28 ديسمبر 2018، بهدف "الحفاظ عليها أو تعزيزها أو إلغائها". في 11 فبراير 2020، أبلغت الفلبين الولايات المتحدة بانسحابها من اتفاقية القوات الزائرة، مما أثار تكهنات بأن هذه الخطوة قد تؤثر على معاهدة الدفاع المشترك. تراجعت الفلبين عن قرارها في يونيو 2020.
في عام 2021، وبعد أن قدمت الفلبين احتجاجًا دبلوماسيًا بشأن قانون صيني جديد قد يعرض الصيادين الفلبينيين للخطر، أكد وزير الخارجية الأمريكي أنتوني بلينكن التزام الولايات المتحدة بمعاهدة الدفاع المشترك.  وفي اجتماع عقد عام 2022، ورد أن نائبة الرئيس الأمريكي كامالا هاريس أكدت للرئيس الفلبيني بونج بونج ماركوس أن "أي هجوم مسلح على القوات المسلحة الفلبينية أو السفن العامة أو الطائرات في بحر الصين الجنوبي من شأنه أن يستدعي التزامات الدفاع المتبادلة مع الولايات المتحدة". 
في سبتمبر 2024، أكد وزير الدفاع الأمريكي لويد أوستن التزام الولايات المتحدة "الحازم" بالدفاع عن الفلبين بعد أحدث جهود الصين لتأكيد وجودها البحري في بحر الصين الجنوبي. 
في أكتوبر 2024، أجرت البحرية الفلبينية والبحرية الأمريكية تدريبات مشتركة لمكافحة الغواصات والدوريات الليلية كجزء من تدريباتهما العسكرية ساما-ساما ("معًا" باللغة الفلبينية). وتهدف التدريبات إلى تعزيز التشغيل البيني بين البحريتين وتحسين جاهزيتهما في عمليات الأمن البحري. وستنضم اليابان وأستراليا وكندا وفرنسا إلى التدريبات. 
وتأتي هذه المناورات البحرية وسط تصاعد التوترات بسبب الوجود المتزايد للسفن الصينية، بما في ذلك السفن الحربية، في بحر الفلبين الغربي، وهو جزء من بحر الصين الجنوبي المتنازع عليه. وتعتبر هذه التدريبات بمثابة استجابة استراتيجية للمخاوف الأمنية المتزايدة في المنطقة. 
في 4 نوفمبر 2024، أكد السفير الفلبيني لدى الولايات المتحدة، خوسيه مانويل روموالديز، أن المعاهدة التي تلزم الولايات المتحدة بالدفاع عن الفلبين في حالة وقوع هجوم مسلح ستظل دون تغيير، بغض النظر عن نتيجة الانتخابات الرئاسية الأمريكية لعام 2024. وتلزم الاتفاقية كلا البلدين بالدفاع عن بعضهما البعض في حالة وقوع هجوم مسلح خارجي، مما يؤكد التحالف العسكري طويل الأمد بين البلدين. 
في ديسمبر 2024، نشرت الولايات المتحدة طائرات إيه-10 في الفلبين لإجراء تدريبات مشتركة مع القوات الجوية الفلبينية، مما عزز شراكتهما الدفاعية. 

## تفاصيل
يتضمن الاتفاق الشامل ثمانية مواد وينص على أن كلا البلدين سوف يدعمان بعضهما البعض إذا تعرضت الفلبين أو الولايات المتحدة لهجوم من قبل طرف خارجي.
كما هو منصوص عليه في المادة الأولى من المعاهدة، يلتزم كل طرف بتسوية النزاعات الدولية سلميًا بما يضمن عدم تهديد السلام الدولي، والامتناع عن التهديد باستخدام القوة بأي شكل يتعارض مع مقاصد الأمم المتحدة. وتنص المادة الثانية على أنه يجوز لكل طرف، سواءً منفردًا أو مجتمعًا من خلال التعاون المتبادل، اكتساب وتطوير والحفاظ على قدرته على مقاومة أي هجوم مسلح. وتنص المادة الثالثة على أن الأطراف ستتشاور من وقت لآخر، من خلال وزراء دولها أو وزراء خارجيتها أو قناصلها، لتحديد التدابير المناسبة للتنفيذ. كما تتشاور الأطراف عندما يقرر أي منها أن سلامته الإقليمية أو استقلاله السياسي أو أمنه الوطني مهدد بهجوم مسلح في المحيط الهادئ. وتنص المادة الرابعة على أن أي هجوم على أي من الطرفين سيتم التعامل معه وفقًا لإجراءاته الدستورية، وأن أي هجوم مسلح على أي منهما سيُبلغ إلى الأمم المتحدة لاتخاذ إجراء فوري. وبمجرد إصدار الأمم المتحدة لهذه الأوامر، تنتهي جميع الأعمال العدائية بين الموقعين على هذه المعاهدة والأطراف المتنازعة.
تُعرّف المادة الخامسة معنى الهجوم والغرض منه، والذي يشمل جميع الهجمات التي تشنها قوة معادية، وتُعتبر هجومًا على منطقة حضرية من قِبل كلا الطرفين، أو على أقاليم الجزر الخاضعة لولايتها في المحيط الهادئ، أو على قواتها المسلحة، أو سفنها العامة، أو طائراتها في المحيط الهادئ. تنص المادة السادسة على أن هذه المعاهدة لا تؤثر، أو تعيق، أو لا يجوز تفسيرها على أنها تؤثر على حقوق والتزامات الطرفين بموجب ميثاق الأمم المتحدة. تنص المادة السابعة على أن المعاهدة يجب أن تُصدق وفقًا للإجراءات الدستورية التي حددها دستور الولايات المتحدة ودستور الفلبين. وأخيرًا، تنص المادة الثامنة على أن شروط المعاهدة غير محددة حتى يرغب أحد الطرفين أو كليهما في إنهاء الاتفاقية. في حالة إنهاء الاتفاقية، يجب على أي من الطرفين تقديم إشعار مسبق قبل عام واحد.

## دعم

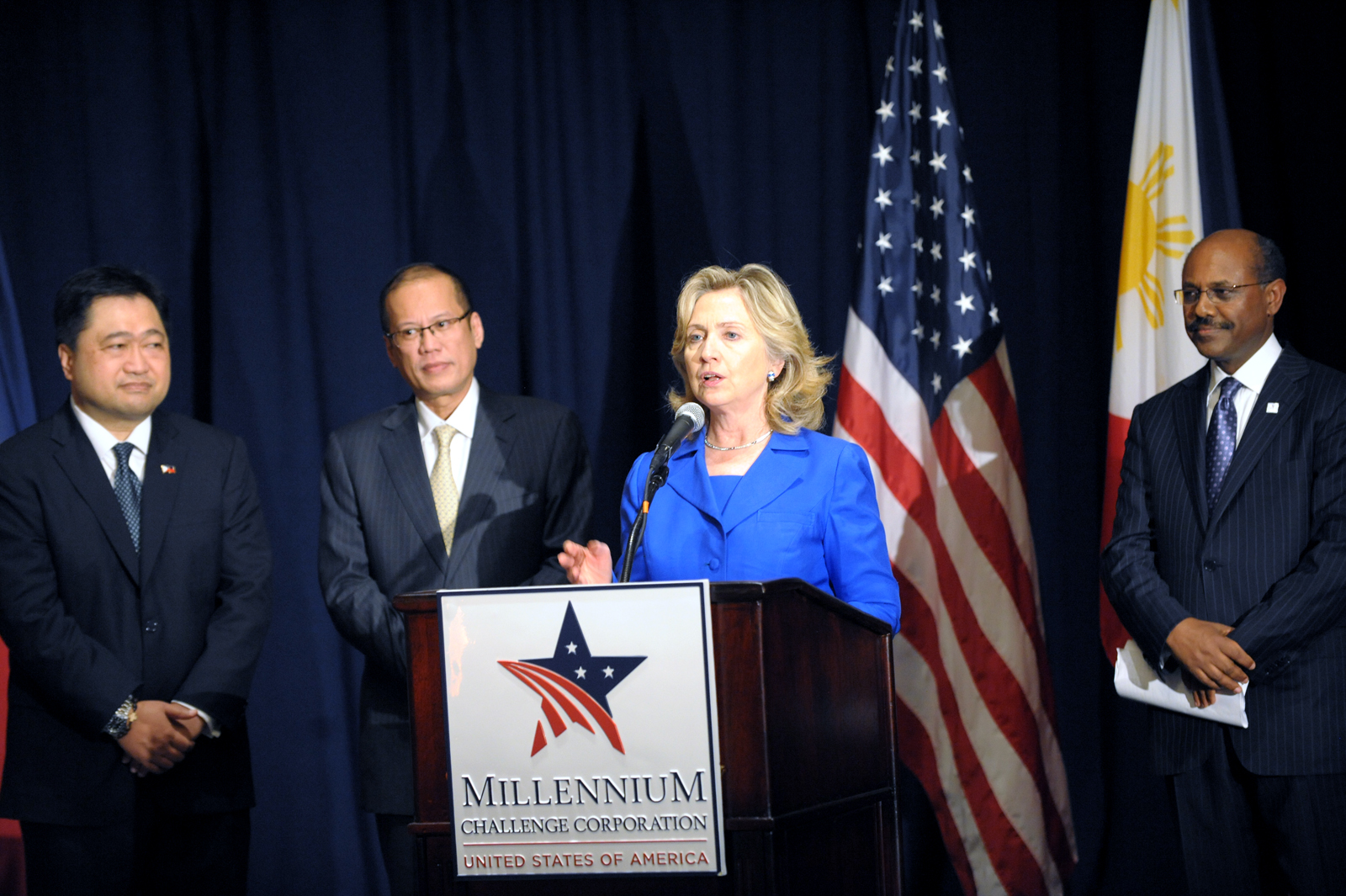
وزيرة الخارجية هيلاري كلينتون مع الرئيس الفلبيني بينينو أكينو (يسار) التقطت هذه الصورة بينما كانت وزيرة الخارجية كلينتون تتحدث خلال زيارتها التي استمرت يومين إلى الفلبين كجزء من اتفاقية الشراكة من أجل النمو التي أبرمها الرئيس أوباما والتي تزامنت مع الذكرى الستين لمعاهدة الدفاع المشترك بين البلدين، في 17 نوفمبر 2011.

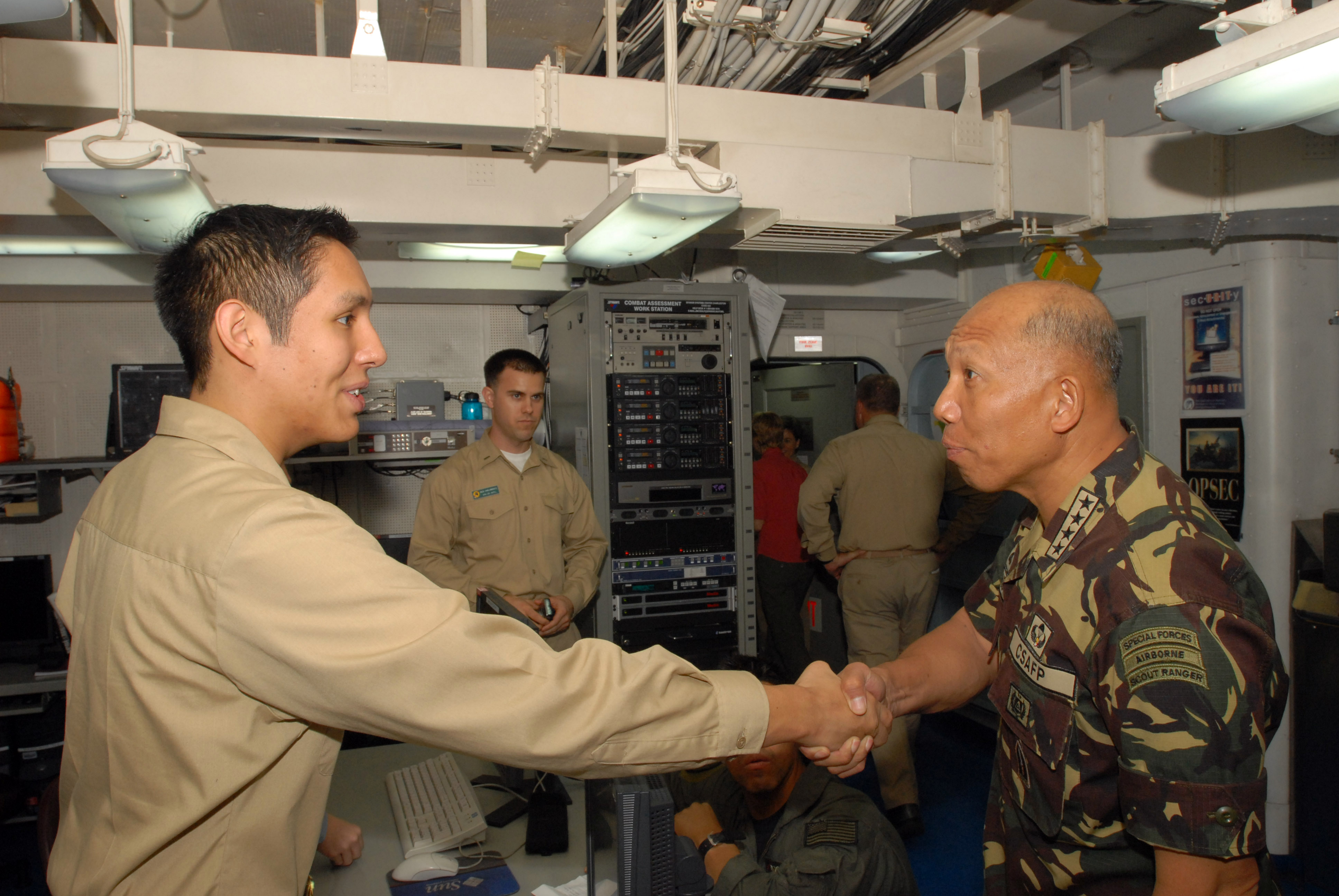
الجنرال ألكسندر يانو، رئيس أركان القوات المسلحة الفلبينية يصافح الملازم أول إدواردو فارغاس على متن حاملة الطائرات الأمريكية رونالد ريجان.

بعد تفكك الاتحاد السوفيتي وتراجع الشيوعية في تسعينيات القرن الماضي، تباين الدعم الثنائي للمعاهدة، لا سيما في الفلبين. عمومًا، ظلت الحكومة الفلبينية داعمة للمعاهدة منذ إنشائها، وغالبًا ما اعتمدت على الولايات المتحدة في دفاعاتها كما فعلت منذ الحرب العالمية الثانية. وقد تجلى ذلك خلال الحرب الباردة من خلال القواعد العسكرية الأمريكية النشطة العديدة في الفلبين. وأكثر هذه القواعد إثارة للجدل هي قاعدة كلارك الجوية خارج مدينة أنجيليس الكبرى، وقاعدة سوبيك باي البحرية الأمريكية. وقد ظلت القواعد حامية لما يقرب من 40 عامًا بعد نهاية الحرب العالمية الثانية حتى أوائل التسعينيات. في عام 1991، أجبرت المشاعر المعادية للولايات المتحدة في الفلبين مجلس الشيوخ الفلبيني على رفض معاهدة جديدة لاتفاقية القواعد، والتي أجبرت لاحقًا جميع القوات الأمريكية على الانسحاب من الفلبين. ومع ذلك، مع تصاعد الإرهاب العالمي مع هجمات 11 سبتمبر وما تلاها من صعود اقتصادي وتوسع عسكري للصين، عززت الولايات المتحدة علاقاتها مع الفلبين وحلفائها الآسيويين الآخرين.
في الذكرى الستين لتوقيع المعاهدة، وفي حفل أُقيم في 11 نوفمبر 2011، على متن المدمرة الأمريكية الموجهة بالصواريخ يو إس إس فيتزجيرالد الراسية في مانيلا، أعادت الحكومتان تأكيد المعاهدة بإعلان مانيلا. ووقّع الإعلان وزير الخارجية الفلبيني ألبرتو ديل روساريو ووزيرة الخارجية الأمريكية هيلاري كلينتون. وكان الإعلان بمثابة تأكيد رسمي على الروابط الدفاعية بين البلدين التي يعود تاريخها إلى أكثر من قرن. وينص الإعلان، جزئيًا، على ما يلي:
تؤكد جمهورية الفلبين والولايات المتحدة الأمريكية مجددًا التزاماتهما المشتركة بموجب معاهدة الدفاع المشترك. ونتطلع إلى الحفاظ على شراكة أمنية قوية ومتوازنة وسريعة الاستجابة، بما في ذلك التعاون لتعزيز قدرات الدفاع والمنع والتفتيش للقوات المسلحة الفلبينية. وتحتفل جمهورية الفلبين والولايات المتحدة الأمريكية اليوم بالذكرى الستين لمعاهدة الدفاع المشترك بين الفلبين والولايات المتحدة. وفي هذه المناسبة التاريخية، نتأمل في التاريخ الغني لتحالفنا والأهمية المستمرة للمعاهدة للسلام والأمن والازدهار في منطقة آسيا والمحيط الهادئ. كما نؤكد مجددًا على أن المعاهدة هي أساس علاقتنا للسنوات الستين القادمة وما بعدها.
تربط الولايات المتحدة والفلبين صداقة عميقة ودائمة، قوامها تاريخ من التضحيات المشتركة والهدف المشترك. إن الفلبينيين الكثر الذين خدموا بشجاعة جنبًا إلى جنب مع الجنود الأمريكيين خلال الحرب العالمية الثانية، وقدامى المحاربين من بلدينا المدفونين في مقبرة مانيلا الأمريكية في فورت بونيفاسيو، يشهدون على عمق الروابط بيننا ورسوخها. وتزداد هذه الروابط ثراءً بوجود أكثر من أربعة ملايين فلبيني وأمريكي من أصل فلبيني في الولايات المتحدة، وأكثر من 150 ألف أمريكي في الفلبين، ممن يساهمون في رسم ملامح المستقبل السياسي والاقتصادي لكلا البلدين.

في إطار متابعة توقيع إعلان مانيلا، التقى ممثلو الولايات المتحدة والفلبين عام 2011 لتوقيع شراكة جديدة تُعزز الروابط الاقتصادية والدفاعية بين البلدين. أُطلق على هذه الاتفاقية الرسمية الجديدة اسم "الشراكة من أجل النمو". وجاءت هذه الاتفاقية كجزء من مبادرة الرئيس أوباما للتنمية العالمية، والتي صُممت لتعزيز تطوير الأعمال التجارية الفلبينية والعلاقات التجارية بين البلدين.[٢] وخلال حفل توقيع هذه الاتفاقية، أكدت وزيرة الخارجية كلينتون موقف الولايات المتحدة من الدفاع المشترك عن الفلبين من خلال بيانها: "ستكون الولايات المتحدة دائمًا إلى جانب الفلبين. سنقف دائمًا ونناضل معكم لتحقيق المستقبل الذي ننشده". وبحلول عام 2017، تطورت هذه الشراكة إلى "الشراكة من أجل النمو بالإنصاف"، بما يتماشى مع خطة التنمية الفلبينية 2017-2022.

## معارضة

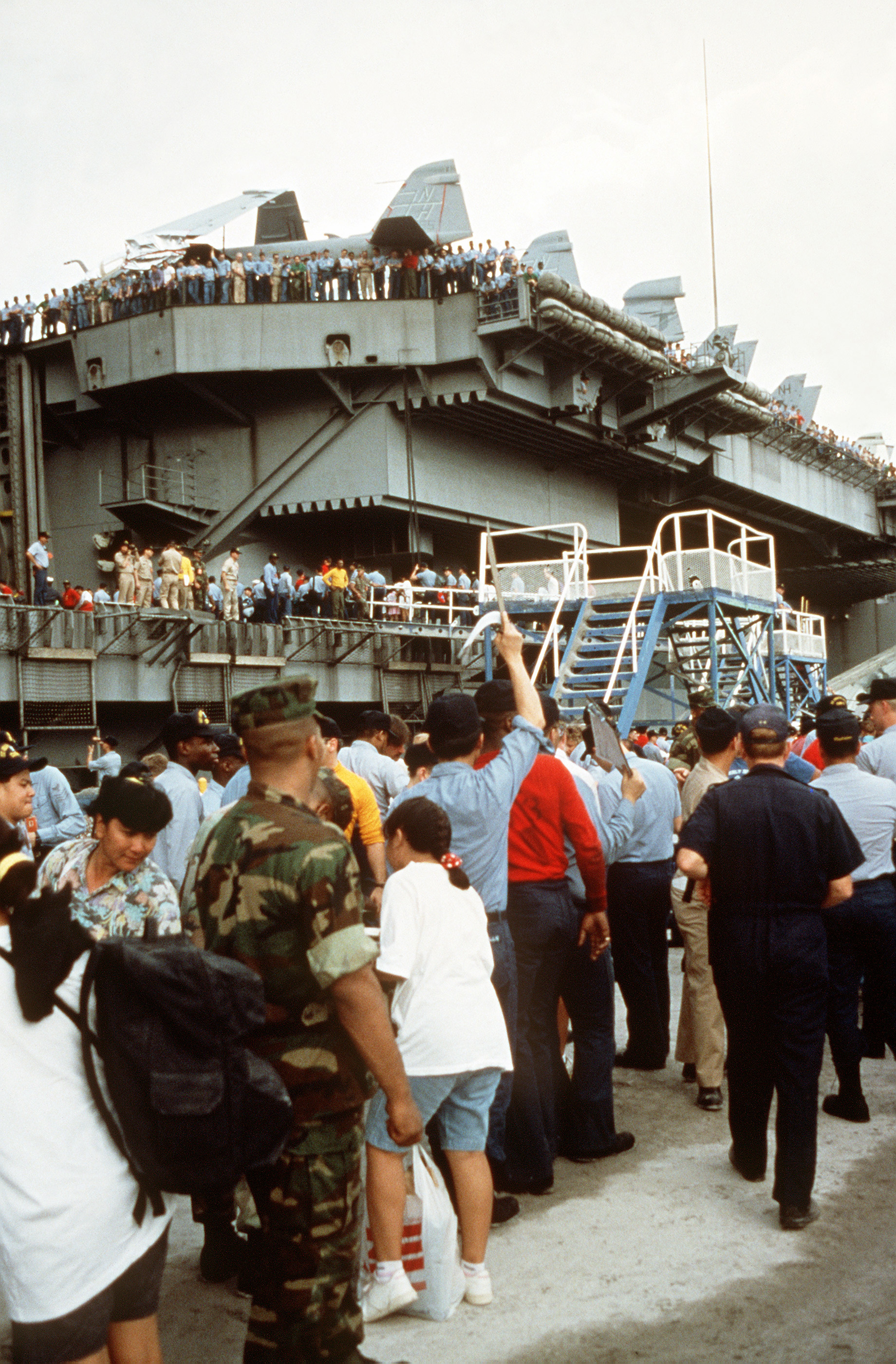
النازحون يصعدون على متن السفينة الحربية الأمريكية أبراهام لينكولن

شهدت معارضة المعاهدة فترات على جانبي المحيط الهادئ. أدى طول مدة الوجود العسكري الأمريكي في الفلبين إلى بدء معارضة المعاهدة في ثمانينيات القرن الماضي، مع تصاعد التوترات المحيطة بالسياسة الأمريكية وتداعياتها. وشهدت أواخر سبعينيات وثمانينيات القرن الماضي تصاعدًا في المشاعر المعادية لأمريكا عقب تزايد مزاعم وجرائم سوء سلوك أفراد الجيش الأمريكي تجاه الرجال والنساء الفلبينيين. وأصبحت النوادي الليلية والأماكن الاجتماعية الساخنة المحيطة بقاعدة كلارك الجوية وقاعدة سوبيك باي البحرية بؤرًا ساخنة لمزاعم اعتداءات أفراد الخدمة الأمريكية على الفلبينيين المحليين. وتزايدت التوترات السياسية بشكل مطرد.
في عام 1991، كانت اتفاقية القواعد العسكرية لعام 1947 على وشك الانتهاء، وكانت إدارة جورج بوش الأب في الولايات المتحدة وإدارة كورازون أكينو في الفلبين في محادثات لتجديد الاتفاقية. وُقِّعت معاهدة جديدة، هي معاهدة الصداقة والتعاون والأمن بين جمهورية الفلبين والولايات المتحدة، لتجديد عقد إيجار خليج سوبيك.  وظلت المشاعر المعادية لأميركا تنمو في الفلبين، وانعكس ذلك في انتخاب أغلبية في مجلس الشيوخ الفلبيني ضد تجديد المعاهدة. في 13 سبتمبر 1991، صوت مجلس الشيوخ الفلبيني على عدم التصديق على المعاهدة الجديدة. ونتيجة لذلك، تم إجلاء آخر الأفراد العسكريين الأميركيين من القواعد في الفلبين في 24 نوفمبر 1992.

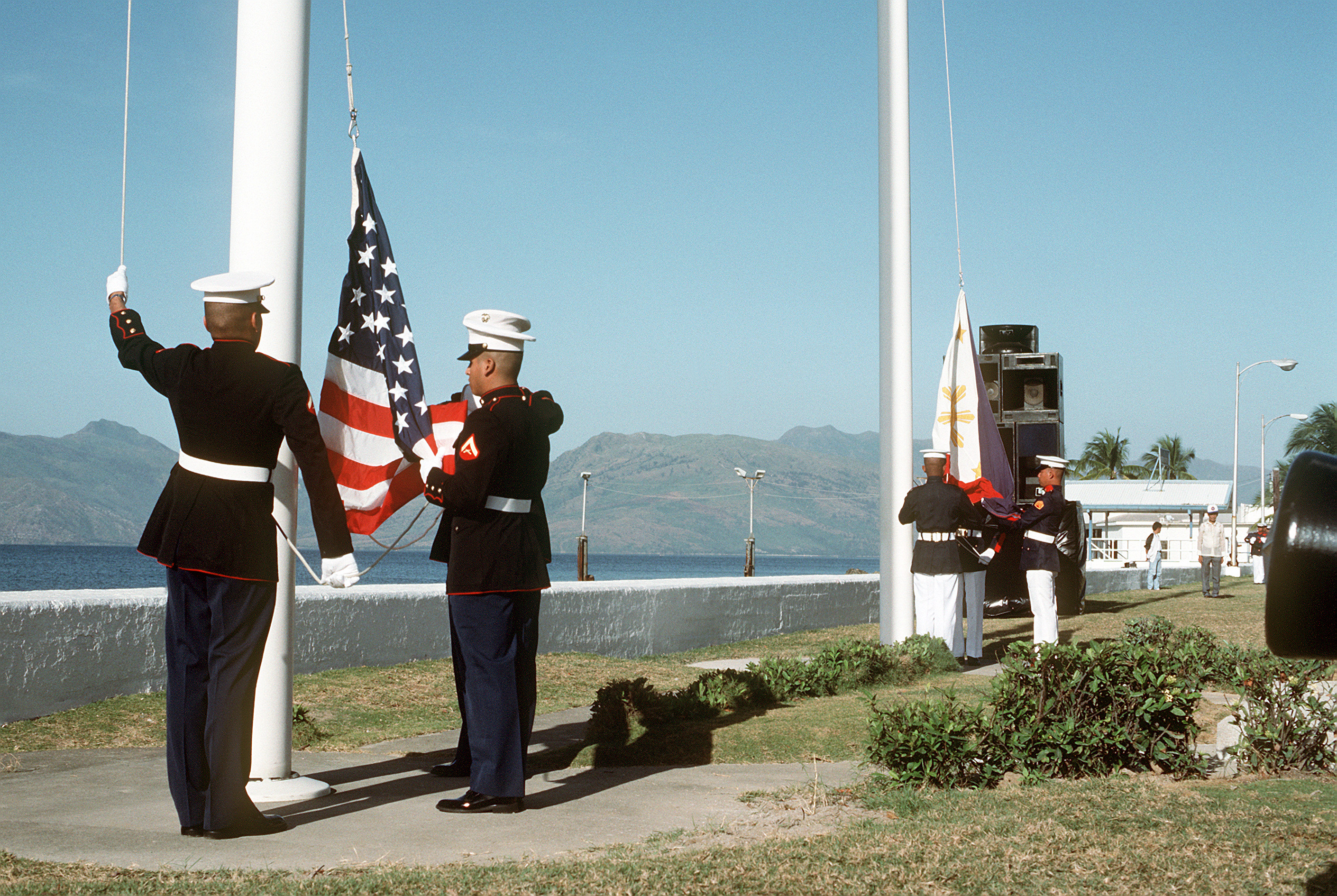
إنزال العلم الأمريكي من قبل مشاة البحرية ورفع العلم الفلبيني أثناء تسليم قاعدة سوبيك باي البحرية

هدأت حركة المعارضة في الفلبين بعد إجلاء الموظفين الأمريكيين من البلاد في أوائل التسعينيات، لكنها لم تتلاشى تمامًا. ظلت المشاعر المعادية لأمريكا قضية اجتماعية سائدة داخل المجتمع الجامعي في مانيلا الكبرى، وكانت المظاهرات الصغيرة نسبيًا تحدث بشكل روتيني خارج السفارة الأمريكية حتى أوائل العقد الأول من القرن الحادي والعشرين. ونتيجة للأحداث المحيطة بهجمات 11 سبتمبر، بدأت الولايات المتحدة في إعادة هيكلة وممارسة حقوقها في المعاهدة كجزء من حربها على الإرهاب، والتي تضمنت نشر قوات أمريكية في الفلبين في عملية الحرية الدائمة - الفلبين لتقديم المشورة والمساعدة للقوات المسلحة الفلبينية.

## اتفاقية التعاون الدفاعي المعزز لعام 2014
في 28 أبريل 2014، ورغبةً في تعزيز القدرات والجهود التعاونية في مجال المساعدات الإنسانية والإغاثة من الكوارث، وقّعت الحكومتان اتفاقية التعاون الدفاعي المعزز. وتهدف هذه الاتفاقية إلى تعزيز ما يلي بين الفلبين والولايات المتحدة:
- التشغيل البيني
- بناء القدرات نحو تحديث القوات المسلحة الأفغانية
- تعزيز القوات المسلحة الأسترالية للدفاع الخارجي
- الأمن البحري
- الوعي بالمجال البحري
- المساعدات الإنسانية والاستجابة للكوارث

وتسمح الاتفاقية للقوات الأميركية بالوصول إلى واستخدام المناطق والمرافق المخصصة المملوكة والخاضعة لسيطرة القوات المسلحة الفلبينية بناء على دعوة من الحكومة الفلبينية. وتتضمن بندًا واضحًا يقضي بعدم إقامة الولايات المتحدة وجودًا أو قاعدة عسكرية دائمة في الفلبين، وحظرًا على دخول الأسلحة النووية إلى الفلبين.  تبلغ مدة الاتفاقية الأولية عشر سنوات، وتستمر بعد ذلك سارية المفعول حتى ينهيها أي من الطرفين بعد إشعار مسبق بنية الإنهاء قبل عام واحد. 